# Gare de Oued Ghir
La gare de Oued Ghir est une gare ferroviaire algérienne située sur le territoire de la commune de Oued Ghir, dans la wilaya de Béjaïa.

## Situation ferroviaire
La gare de Oued Ghir est située au sud de la ville de Oued Ghir, sur la ligne de Beni Mansour à Béjaïa, où elle est précédée de la gare d'El Kseur-Oued Amizour et suivie de celle de Béjaïa.

## Service des voyageurs

### Desserte
La gare de Oued Ghir est desservie par les trains régionaux des liaisons Alger - Béjaïa et Beni Mansour - Béjaïa.